# Vojaški ordinariat Kanade
Vojaški ordinariat Kanade (angleško Military Ordinariate of Canada) je rimskokatoliški vojaški ordinariat, ki je vrhovna cerkveno-verska organizacija in skrbi za pripadnike Kanadskih sil.
Sedež ordinariata je v Ottawi (Ontario).

## Škofje
- Charles Leo Nelligan (20. september 1939 - 19. maj 1945)
- Maurice Roy (8. junij 1946 - 12. marec 1982)
- Francis John Spence (14. marec 1982 - 28. oktober 1987)
- André Vallée (28. oktober 1987 - 19. avgust 1996)
- Donald Thériault (25. marec 1998 - danes)